# Robert Altman
Robert Altman, (Kansas City, 20. veljače 1925. – Los Angeles, 20. studenog 2006.), američki redatelj, scenarist i producent. 

## Mlade godine
Sudjelovao je u 2. svj. ratu kao pilot. Nakon rata studira tehniku na sveučilištu Missouri; potom radi kao novinar, te piše i objavljuje priče. Godine 1946. s G.W. Georgeom piše sinopsis za film Tjelohranitelj R. Fleischera, a od 1949. do 1955. godine režira reklame i namjenske dokumentarne filmove. 

## Karijera kao redatelj
Kao redatelj igranog filma debitira 1955. filmom Delinkventi (The Delinquents), kojim ne pobuđuje veću pozornost kritike kao ni sljedećim filmom - kompilacijskom Pričom o James Deanu (The James Dean Story, 1957., suredatelj s G.W. Georgeom). No Alfred Hitchcock ga angažira u svojoj tv-seriji Alfred Hitchcock vam predstavlja. Od 1957. do 1967. režira pojedine epizode u serijama Bonanza, Lude dvadesete i Autobusna stanica. Filmu se vraća 1968. i režira dva naslova osrednje vrijednosti : Odbrojavanje (Countdown, 1968.) i Toga hladnoga dana u praku (That cold day in the park, 1969.). 
Filmom M.A.S.H. (1970.) postiže veliki uspjeh kod kritike i publike i osvaja Zlatnu palmu u Cannesu - velik dio kritike ga proglašava najeminemtnijim predstavnikom modernog američkog filma. Iste godine režira ekscentričnu komediju Brewster Mc Cloud. U sljedećih 5 godina režira: Priviđenja (Images, 1972.), Kalifornijski poker (California Split, 1974.), tri žanrovski jasno profilirana filma - vestern Kockar i bludnica (McCabe and Mrs. Miller, 1971.), detektivski film Privatni detektiv (The Long Goodbye, 1973., prema romanu R. Chandlera) te gangsterski film Svi smo mi lopovi (Thives like us, 1974.). Unosi značajke svog svjetonazora i stila: sklonost prema razaranju američkih mitova, usporavanje akcije naglašavanjem atmosfere i psihološke razrade likova, forsiranje slučajnosti čime se razbija kauzalnost naracije. Vrhunac Altmanove red. karijere predstavlja film Nashville (1975.). Slijedi stanovita stagnacija, no sredinom devedesetih se javlja s nekoliko značajnih filmova: The Player (Igrač, 1992.); Kratki rezovi (Short Cuts, 1993.), Pret.a-Porter, 1994., a 2001.- Gosford Park, za koji osvaja Zlatni globus za najblju režiju. 2006. je dobio počasnog Oscara za životno djelo.

## Filmografija

### Filmovi (kao redatelj)
- "Buffalo Bill i Indijanci" (Buffalo Bill and the Indians, 1976.)
- "Tri žene" (Three Women, 1977.)
- "Svadba" (A Wedding, 1978.)
- "Idealan par" (A Perfect Couple, 1979.)
- "Kvintet" (Quintet, 1979.)
- "Popaj" (Popeye, 1980.)
- "Zdravlje" (Health, 1982.)
- "Jimmy Dean, vrati se" (Come back to the Five & Dime Jimmy Dean, 1982.)
- Streamers, 1983.
- "Ludi za ljubavlju" (Fool for Love, 1985. prema komadu Sama Shepharda)
- Beyond Therapy, 1987.
- Vincent and Theo, 1990.
- Kansas City, 1996.
- The Gingerbread Man, 1998.
- The Company, 2003.

### Filmovi (kao producent)
- Dobrodošli u Los Angeles (A. Rudolph, 1977.);
- Mačka je vidjela ubojicu (R.Benton, 1977.);
- Sjeti se mog imena (A. Rudolph, 1978.);
- Bogata djeca (R.M. Young, 1979.)

## Vanjske poveznice
- IMDb.com
- Robertaltman.com[neaktivna poveznica]